# یروان مال
یروان مال (به ارمنی: Երևան Մոլ) دومین مرکز خرید بزرگ ساخته شده در شهر ایروان در کشور ارمنستان است.
این مرکز خرید که در ۳ طبقه ساخته شده در تاریخ ۲۰ فوریه ۲۰۱۴ با حضور سرژ سرکیسیان، رئیس‌جمهور ارمنستان افتتاح شده‌است. یروان مال دارای ۱۲۰ فروشگاه در ۵۹٬۰۰۰ مترمربع مساحت می‌باشد.
شرکت کارفور اولین هایپرمارکت خود در کشور ارمنستان را در این مرکز خرید راه‌اندازی کرده‌است.

## نگارخانه

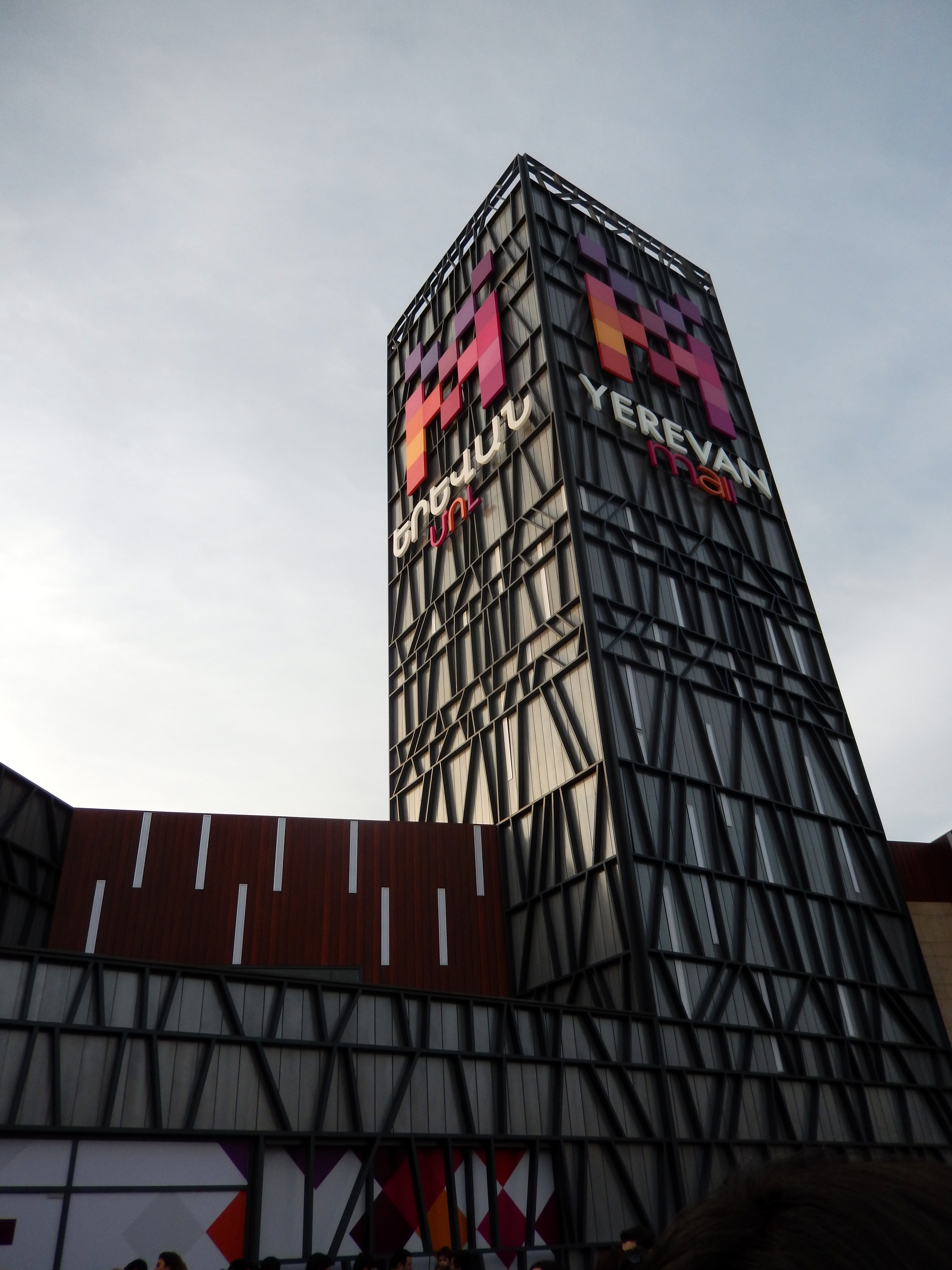
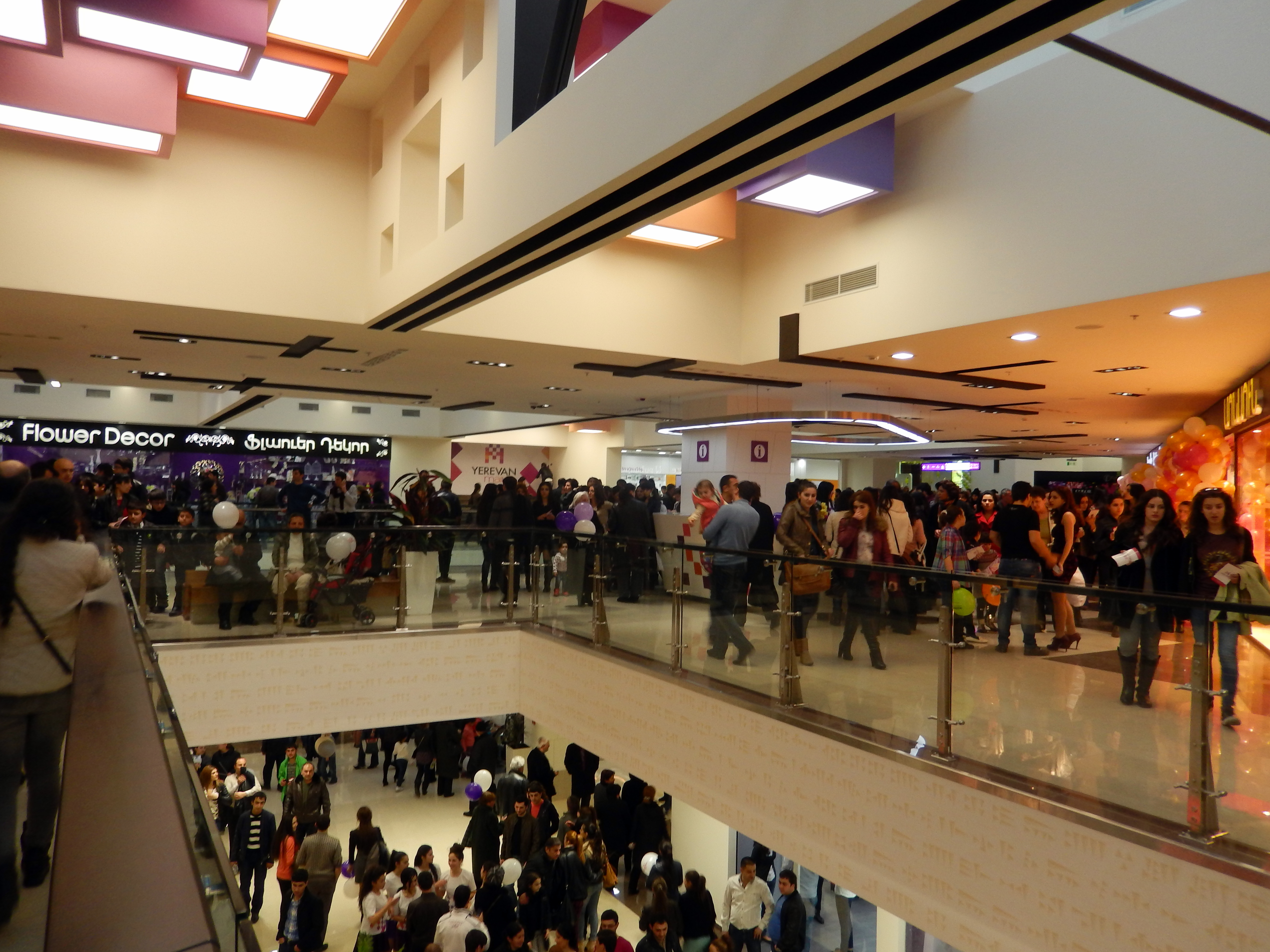
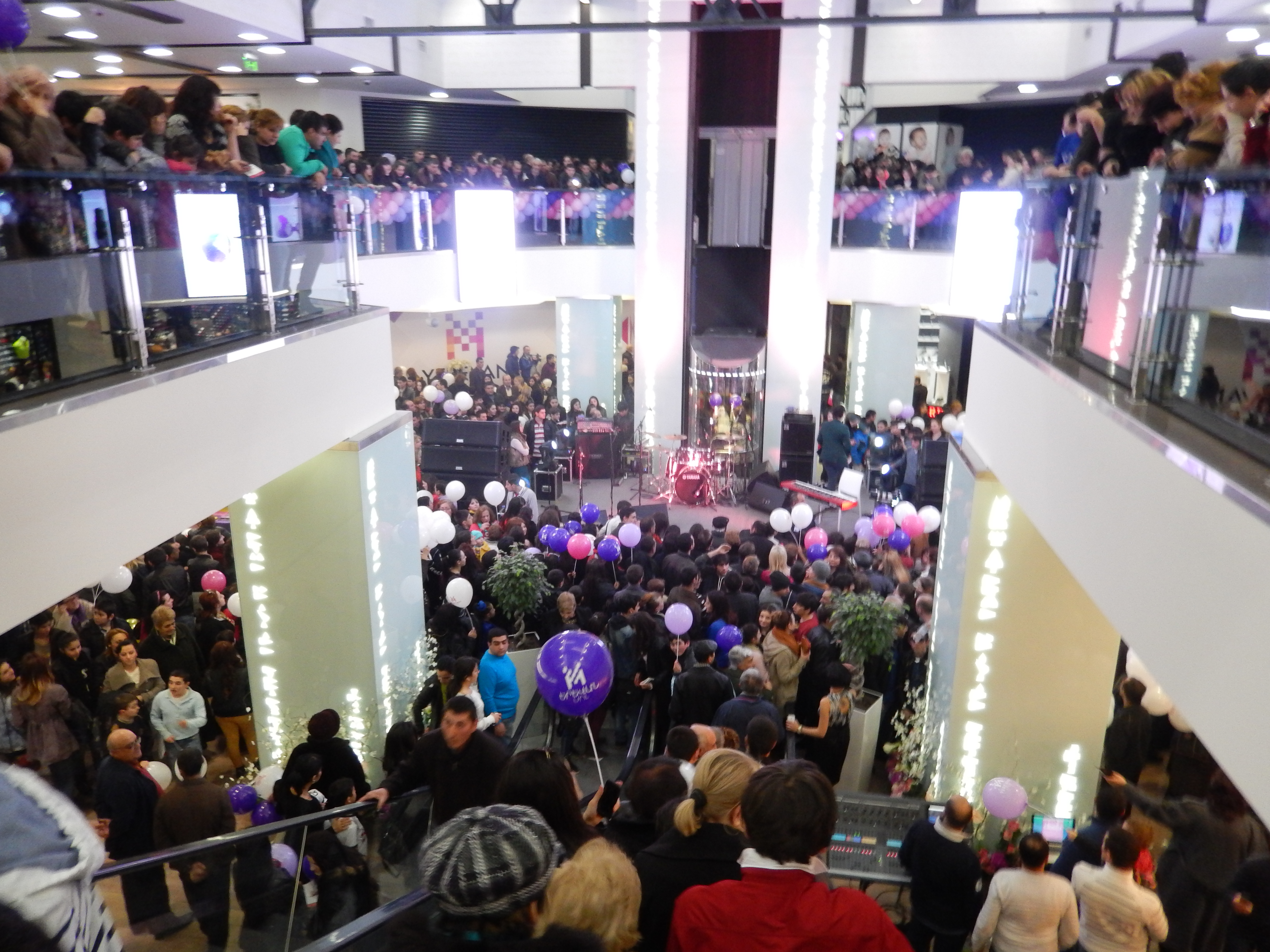
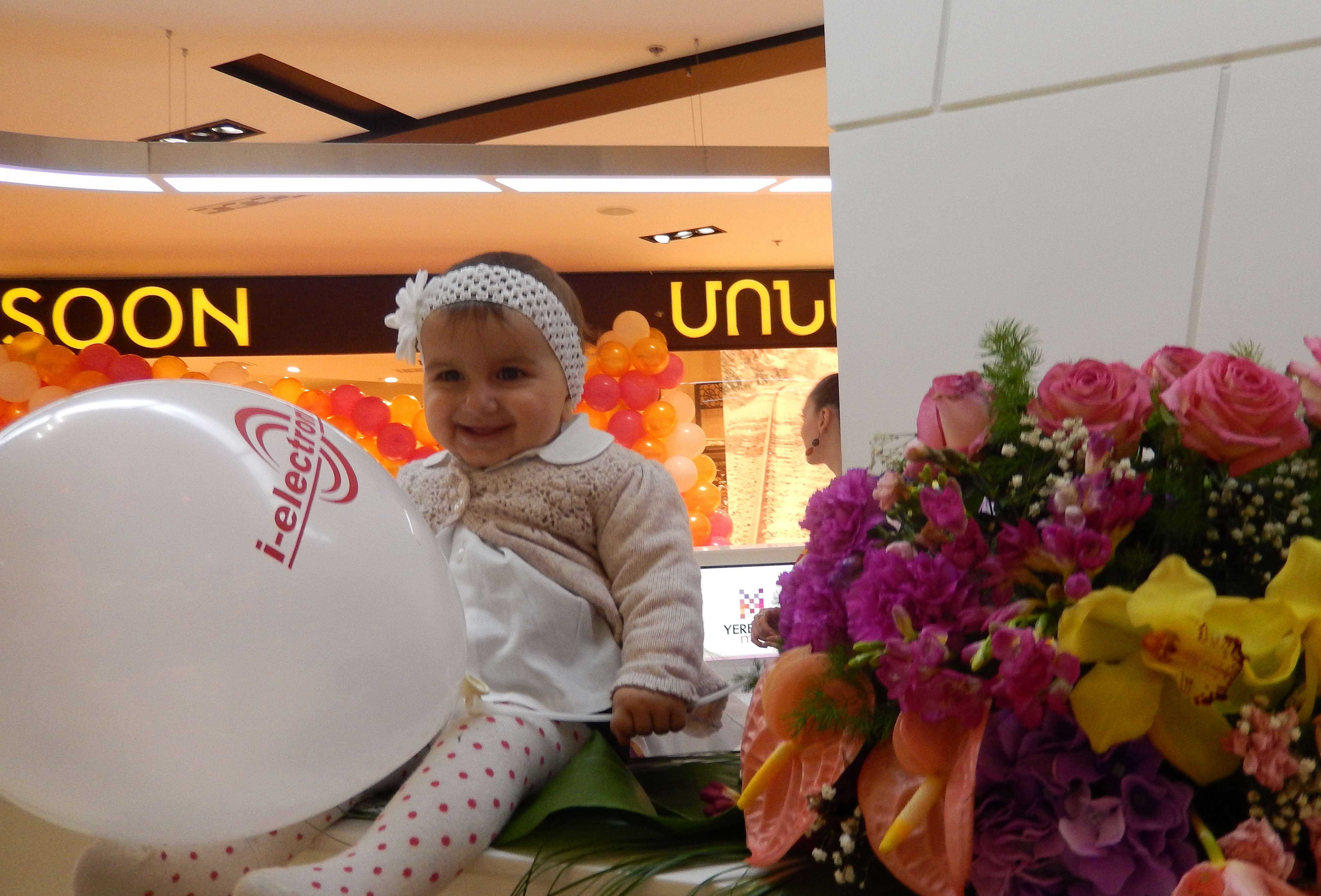
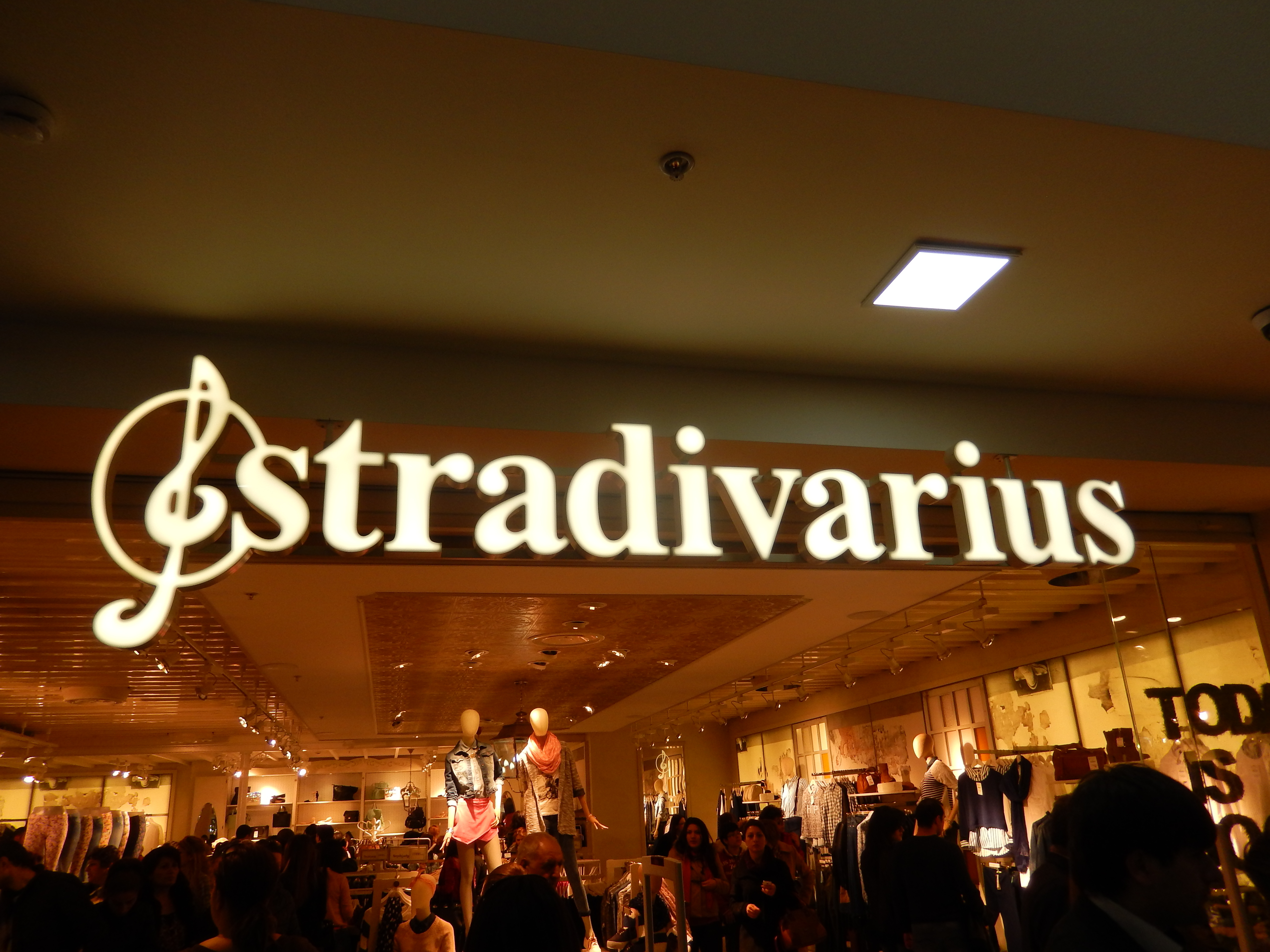
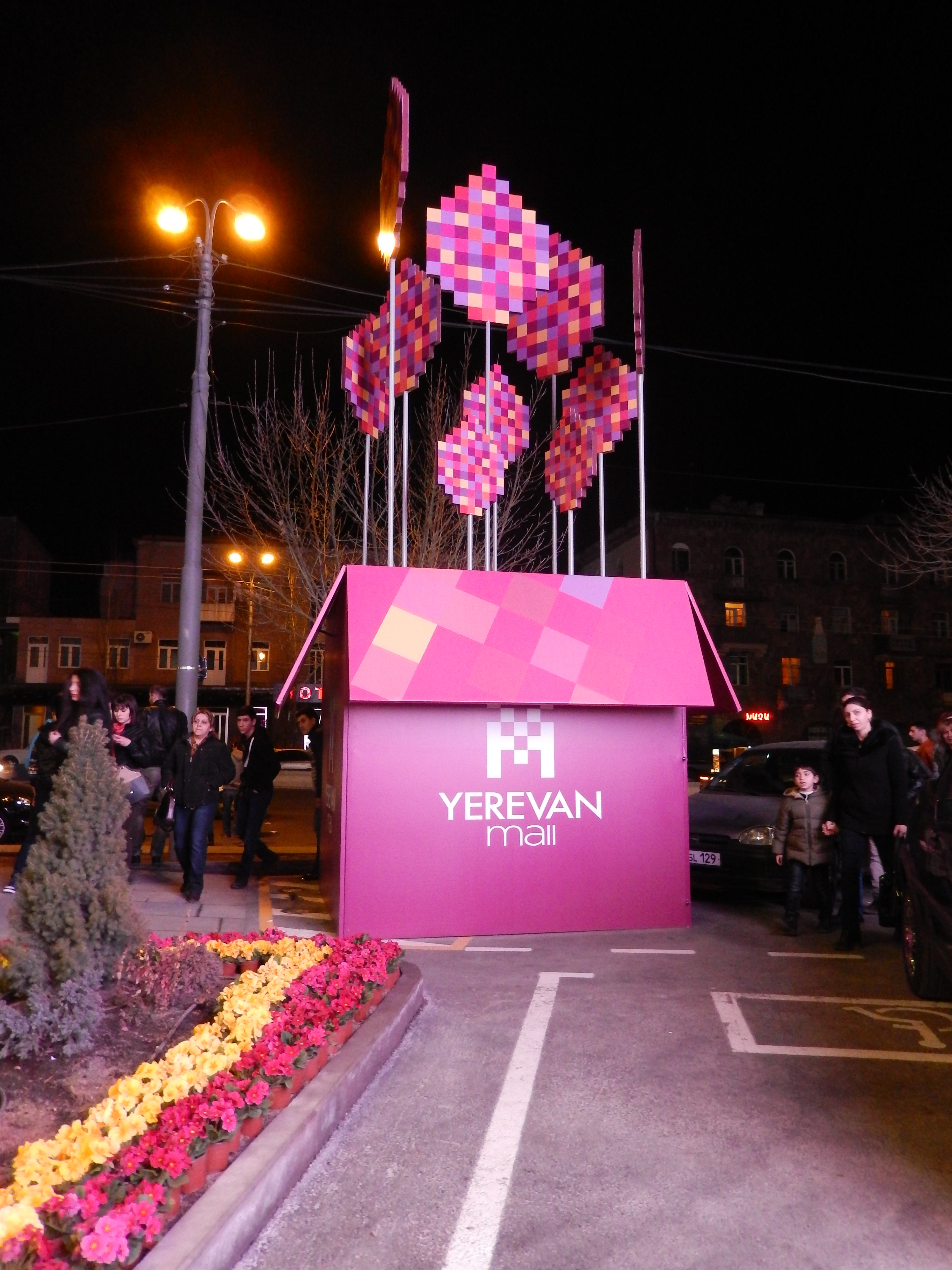
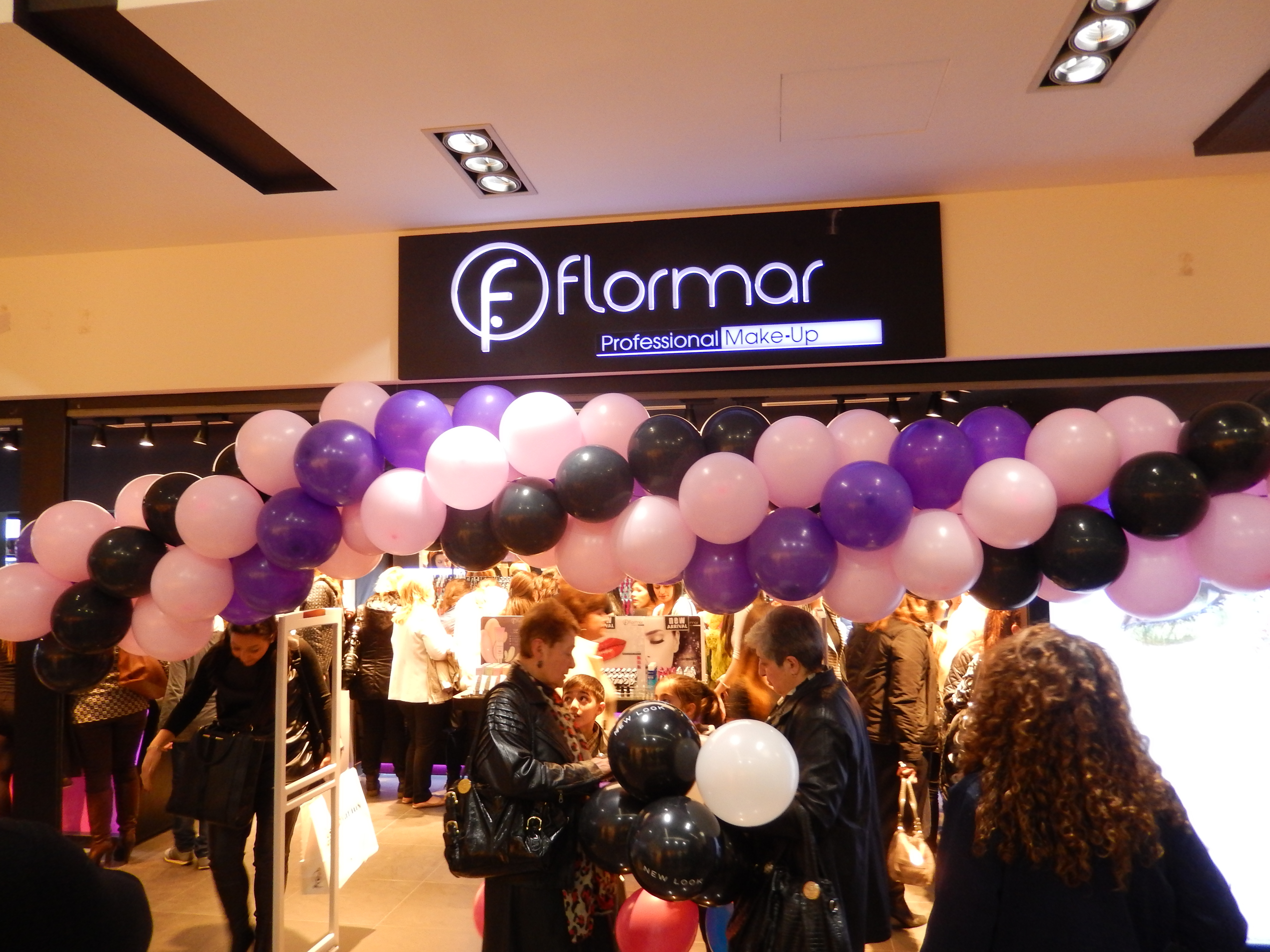
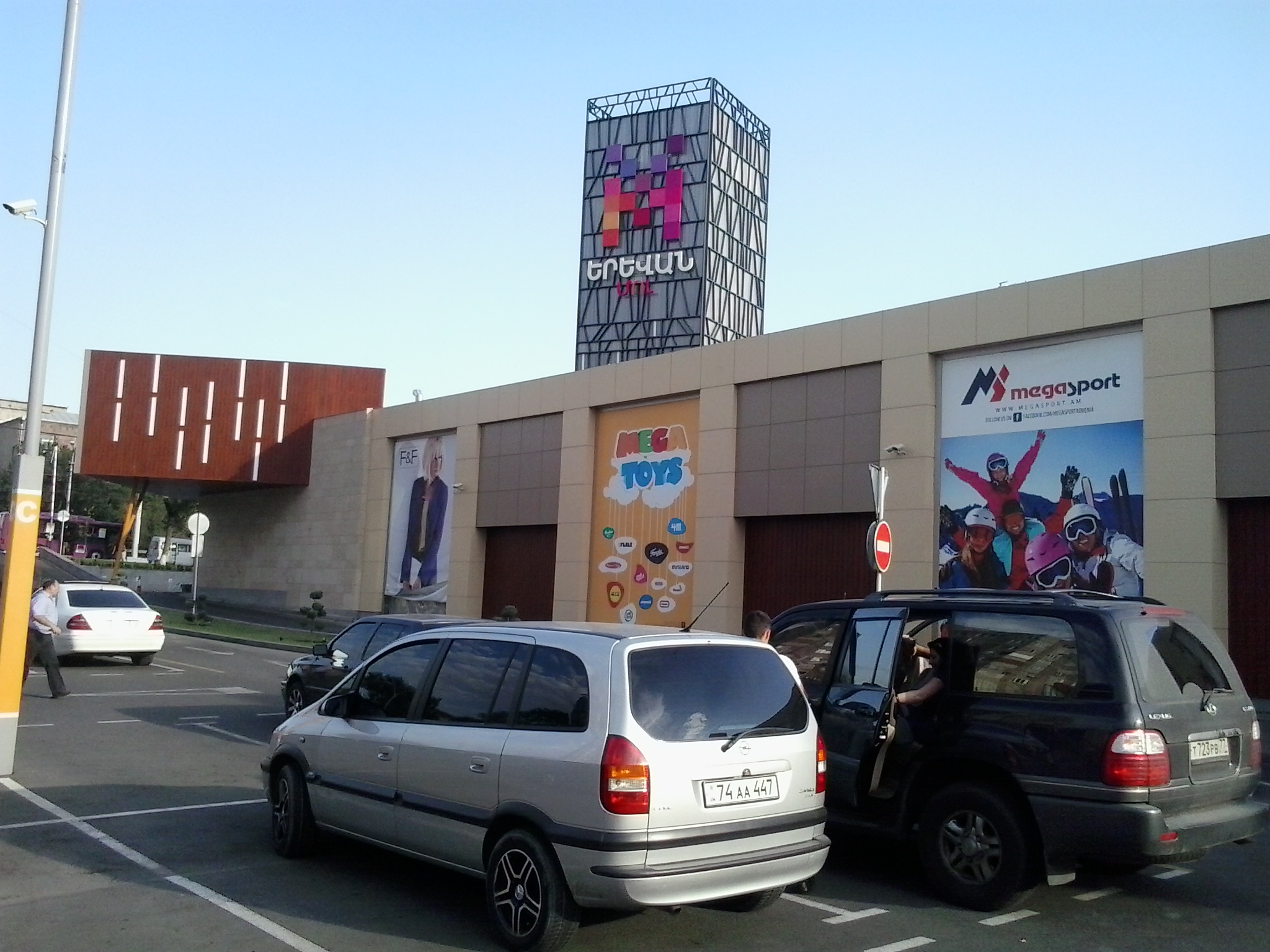
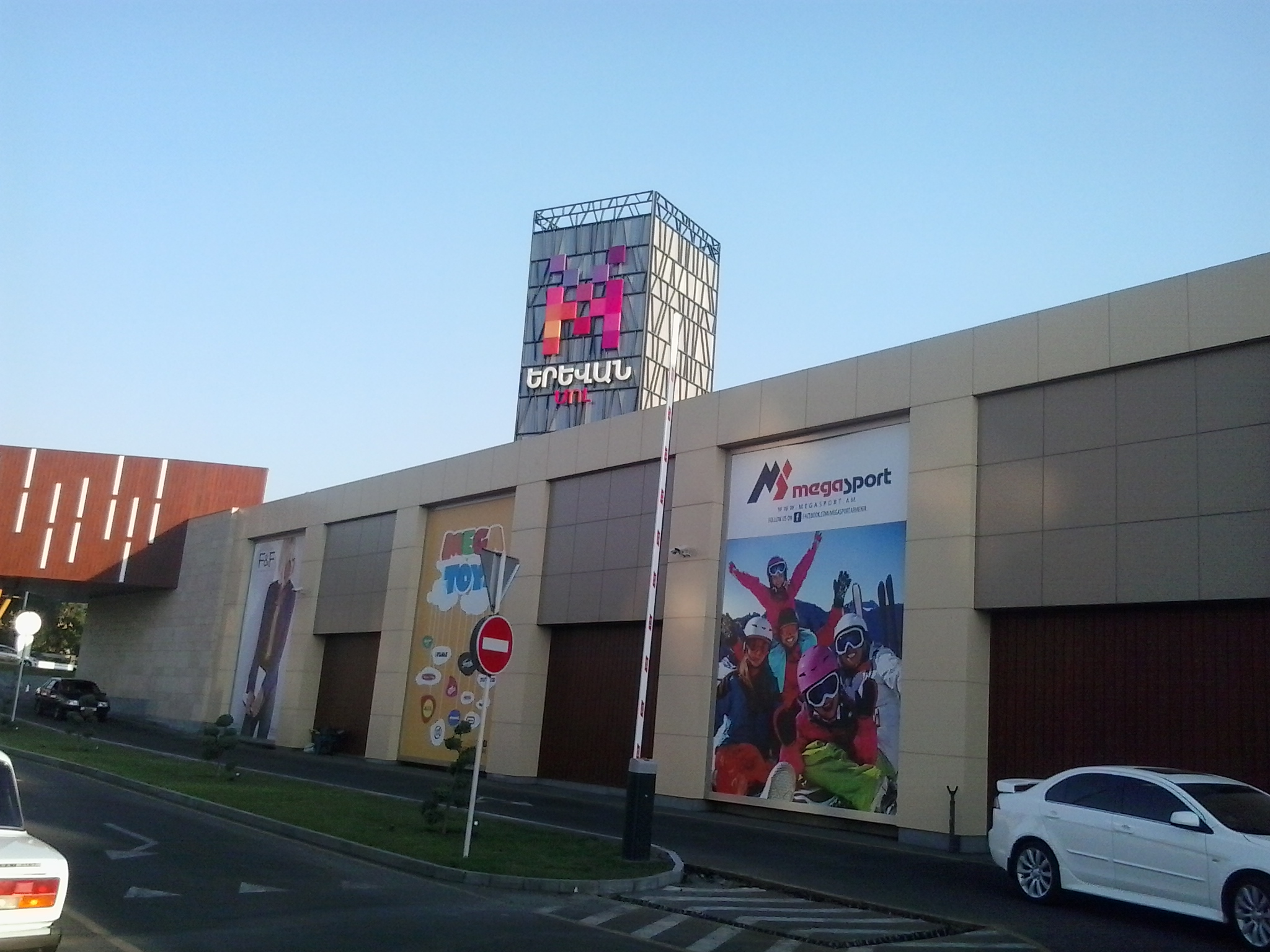

## فروشگاه‌ها
- زارا
- استرادیواریوس
- منگو
- پول اند بیر
- نیویورکر (شرکت)
- برشکا
- Kira Plastinina
- Carpisa
- جیوردانو
- Monsoon
- Accessorize
- تسکو
- Okaïdi
- لیوایز
- سلیو
- Aldo
- کروکس
- OVS
- LC Waikiki
- Tape à l'oeil
- Jennyfer
- Julia & More
- Baldi
- کی‌اف‌سی
- Goody's Burger House
- Black Star Burger
- خرده‌فروشس کارفور